# Sant Simó (Apostolat d'Almadrones)
Sant Simó és una obra d'El Greco, amb col·laboració del seu taller, realitzada entre 1608 i 1614, que formava part de l'apostolat de l'església d'Almadrones.
Aquesta obra formava part d'un apostolat incomplet -només se'n conserven nou llenços- provinent de l'església d'Almadrones, a Guadalajara. Aquest conjunt repeteix amb poques variants els models anteriors, com el de l'apostolat de la Catedral de Toledo i el del Museu del Greco. Al Museu del Prado se'n conserven quatre llenços: Salvator Mundi, Sant Jaume el Major, Sant Pau i Sant Tomàs. Les altres cinc obres d'aquest conjunt es troben disperses en altres col·leccions. Aquest llenç és una d'aquestes peces.

## Anàlisi
- Pintura a l'oli sobre llenç; 1610-14; Museu d'Art d'Indianàpolis, Indianápolis.

- Les inicials delta i theta apareixen sobre l'espatlla dreta, a manera de signatura.

Aquesta figura de Simó apóstol recorda molt la de l'apostolat del Museu del Greco, malgrat que aquesta darrera és una figura de tres quarts. El rostre i la barba grisa tenen un aspecte confús, i tant la túnica com el mantell són també poc reeixits.